# Lukavec (ort i Tjeckien, Ústí nad Labem)
Lukavec är en ort i Tjeckien.   Den ligger i regionen Ústí nad Labem, i den nordvästra delen av landet, 50 km nordväst om huvudstaden Prag. Lukavec ligger 149 meter över havet och antalet invånare är 323.
Terrängen runt Lukavec är platt åt sydost, men åt nordväst är den kuperad.Runt Lukavec är det ganska tätbefolkat, med 67 invånare per kvadratkilometer. Närmaste större samhälle är Ústí nad Labem, 18,1 km norr om Lukavec. Trakten runt Lukavec består till största delen av jordbruksmark.